# Talara albipars
Talara albipars är en fjärilsart som beskrevs av George Francis Hampson 1914. Talara albipars ingår i släktet Talara och familjen björnspinnare. Inga underarter finns listade i Catalogue of Life.